# 冬次多古城
冬次多古城，位于中国青海省贵南县塔秀乡只哈村，为第四批青海省文物保护单位，公布日期为1986年5月27日，类型为古遗址。
冬次多古城的历史年代为唐。